# 23809 Гасвелл
23809 Гасвелл (23809 Haswell) — астероїд головного поясу, відкритий 17 серпня 1998 року.
Тіссеранів параметр щодо Юпітера — 3,504.